# Wybrzeże Kości Słoniowej na Letnich Igrzyskach Paraolimpijskich 2000
Wybrzeże Kości Słoniowej na Letnich Igrzyskach Paraolimpijskich 2000 w Sydney reprezentowało dwóch mężczyzn, startujących w lekkoatletyce. Był to drugi występ reprezentacji Wybrzeża Kości Słoniowej na igrzyskach paraolimpijskich (poprzedni miał miejsce w Atlancie w 1996 roku). 
Trzeci już złoty medal zdobył Oumar Kone (dwa zdobył cztery lata wcześniej), ponadto brąz wywalczył Paul Fernand Kra Koffi. Dzięki tym medalom, reprezentacja Wybrzeża Kości Słoniowej zajęła 48. miejsce w klasyfikacji medalowej tych igrzysk.

## Wyniki

### Lekkoatletyka
Mężczyźni
| Zawodnik               | Konkurencja             | Eliminacje | Eliminacje | Półfinał | Półfinał | Finał    | Finał   | Źródło |
| Zawodnik               | Konkurencja             | Rezultat   | Miejsce    | Rezultat | Miejsce  | Rezultat | Miejsce | Źródło |
| ---------------------- | ----------------------- | ---------- | ---------- | -------- | -------- | -------- | ------- | ------ |
| Oumar Kone             | bieg na 400 metrów T46  | —          | —          | 51,88    | 3        | 50,72    | 4       | [ 3 ]  |
| Oumar Kone             | bieg na 800 metrów TT46 | —          | —          | —        | —        | 1:58,36  | złoto   | [ 4 ]  |
| Oumar Kone             | bieg na 1500 metrów T46 | —          | —          | —        | —        | DNF      | DNF     | [ 5 ]  |
| Paul Fernand Kra Koffi | bieg na 400 metrów T12  | 52,32      | 3          | 51,83    | 2        | NQ       | NQ      | [ 6 ]  |
| Paul Fernand Kra Koffi | bieg na 800 metrów T12  | —          | —          | 2:01,42  | 2        | 1:59,57  | brąz    | [ 7 ]  |
| Paul Fernand Kra Koffi | bieg na 1500 metrów T12 | —          | —          | 4:21,80  | 4        | NQ       | NQ      | [ 8 ]  |